# 国際教育eスポーツ連盟ネットワーク日本本部
特定非営利活動法人国際教育eスポーツ連盟日本本部（とくていひえいりかつどうほうじんこくさいきょういくeスポーツれんめいにほんほんぶ、英語：Network of Academic and Scholastic Esports Federations JAPAN、略称：NASEF JAPANまたはナセフジャパン）とは、eスポーツに関連する日本の特定非営利活動法人である。

## 概要
NASEF JAPANは2020年11月より活動を開始した団体。2017年にアメリカ合衆国カリフォルニア州で発足した北米教育eスポーツ連盟（英語：North America Scholastic Esports Federation、略称：NASEF）の東・東南アジアでの活動を統括する団体として発足した。
NASEFは北米のみならず世界のNASEFネットワークをリードする組織として2023年にその略称はそのままに正式団体名をNetwork of Academic and Scholastic Esports Federationsに変更し、それに合わせる形で2024年4月1日に英語団体名を本国に合わせ、その日本語訳を正式団体名として変更し特定非営利活動国際教育eスポーツ連盟ネットワーク日本本部となった。
高等学校を中心とした学校に対して、eスポーツまたはゲームを活用したデジタル人材育成のための教材および情報の提供を主な活動としている。
2024年7月現在、全国に530校を超える高等学校がNASEF JAPAN加盟校として登録している。

## 活動
NASEF JAPANは2020年の活動開始以来、以下の活動を実施している。
- NASEF JAPAN全日本高校eスポーツ選手権 ： 株式会社毎日新聞社および一般社団法人全国高等学校eスポーツ連盟が主催し、2023年2月の第5回まで開催された全国高校eスポーツ選手権を精神的に引き継いで開催される大会
- STEAM教育コンテンツの提供 ： マインクラフトを題材として授業または部活動で活用できる教材を加盟校向けに作成している。STEAM教育にロボット工学（Robotics）を加えたSTREAM教育を基礎とし、Project Based Learningの手法をもって学習を進める教材として構成されている。
- eスポーツ国際教育サミット ： 2023年3月の第4回eスポーツ国際教育サミットまで合計4回開催されているeスポーツの教育的活用に関するシンポジウム。全国で先進的にeスポーツを授業または部活動として取り入れている学校の事例紹介を始めとして、STEAM教育に関する情報発信も実施している。
- NASEF JAPAN MAJOR Tournament ： 2022年11月のNASEF JAPAN MAJOR VALORANT Tournament Autumn 2022まで合計5回開催され、全てオンラインで実施されている。通常のeスポーツ大会としてのトーナメントと合わせて、イベント運営現場の見学やロゴコンテストの実施など大会出場以外の要素も含んだイベントとして実施されている。

## 地方自治体との取組

### 茨城県との連携
- 2021年7月20日に茨城県とNASEF JAPANは、eスポーツの健全な発展を推進し次世代の人材育成、産業振興、地域活性化及び社会的課題の解決に寄与するため、「eスポーツの振興に関する連携協定書」を締結した。その後、茨城県では「NASEF FARMCRAFTいばらきコンテスト」として県内の農業課題を解決するためのアイデアを高校生が提案するコンテストの実施等に繋げている[1]。

### 群馬県との連携
- 2021年3月29日に群馬県とNASEF JAPANは、ゲーム依存対策として心身の健康のためのチェックシートとして「NASEF G.A.M.E.R.S」日本語版を作成し公表した[2]。